# Ewald Lindinger
Ewald Lindinger (* 16. August 1956 in Micheldorf in Oberösterreich) ist ein österreichischer Politiker (SPÖ) und ÖBB-Beamter in Ruhe. Lindinger war Abgeordneter zum Oberösterreichischen Landtag, bis Februar 2019 Mitglied des Bundesrates und von 1991 bis 2018 Bürgermeister von Micheldorf. Er ist geschieden und hat drei Kinder.

## Ausbildung
Nach dem Besuch der Volksschule in Waldhausen im Strudengau von 1962 bis 1966, der Hauptschule in Strobl am Wolfgangsee und Kirchdorf an der Krems in der Zeit von 1966 bis 1970 und dem Polytechnischen Lehrgang 1970 bis 1971 machte Lindinger in der Zeit von 1971 bis 1974 eine Ausbildung zum Fahrdienstleiter bei den ÖBB. 1977 war er am Bahnhof Hinterstoder mit dem Diensttitel Bundesbahn-Assistent (Gehaltsgruppe IVb) und mindestens von 1980 bis 1984 am Bahnhof Micheldorf mit dem Diensttitel Bundesbahn-Adjunkt (Gehaltsgruppe Vb) eingesetzt. Lindinger war in der Folge bis 2007 in diesem Beruf tätig.

## Werdegang
Von 1973 bis 1980 war Lindinger Ortsvorsitzender der Österreichischen Gewerkschaftsjugend, von 1974 bis 1985 deren Bezirksvorsitzender. Ab 1972 bis 1975 war er Jugendvertrauensrat bei den ÖBB, von 1976 bis 1986 Ortsvorsitzender der Jungen Generation.
Er war von 1997 bis 2003 Abgeordneter des oberösterreichischen Landtages und von 1979 bis 1991 Gemeinderat in der Marktgemeinde Micheldorf. Von Oktober 1991 bis Jänner 2018 bekleidete Lindinger das Amt des Bürgermeisters in Micheldorf, seit 1992 ist er Bezirksvorsitzender der SPÖ Kirchdorf an der Krems. Lindinger war vom 23. Oktober 2003 bis zum 31. Jänner 2007 Mitglied des österreichischen Bundesrates, zwischen 2004 und 2007 Ersatzmitglied der österreichischen Delegation der Parlamentarischen Versammlung des Europarates in Straßburg und wechselte am 1. Februar 2007 als Nachfolger von Reinhard Winterauer wieder als Abgeordneter in den Oberösterreichischen Landtag.
Nach der Landtagswahl in Oberösterreich 2009 wurde Lindinger erneut zum Bundesrat gewählt, womit er ab dem 23. Oktober 2009 erneut die SPÖ im Bundesrat vertrat und 2018 Vizepräsident des Bundesrates war. Im April 2018 wurde Horst Hufnagl (SPÖ) zu seinem Nachfolger als Bürgermeister in Micheldorf gewählt. Im Februar 2019 folgte ihm Bettina Lancaster als Mitglied des Bundesrates nach.

## Auszeichnungen
- 2007: Großes Silbernes Ehrenzeichen für Verdienste um die Republik Österreich[4]
- 2018: Großes Goldenes Ehrenzeichen für Verdienste um die Republik Österreich[5]